# Văn Chừng
Văn Chừng (4 tháng 1 năm 1938 - 10 tháng 9 năm 2006), tên khai sinh Trần Văn Chừng, quê Bình Định, là nhạc sĩ Việt Nam, được truy tặng Giải thưởng Nhà nước về Văn học Nghệ thuật năm 2017.

## Tiểu sử và sự nghiệp
Văn Chừng (bút danh: Hoài Minh, Trần Anh Văn, Lê Hoài My, Lê Hoài Việt), là một trong những nhạc sĩ quân đội đã lăn lộn trong thực tế chiến đấu và có rất nhiều tác phẩm để đời cả về thanh nhạc và khí nhạc.
Văn Chừng quê Bình Định nhưng ông sinh ra và lớn lên ở Kon Tum. Năm 17 tuổi, Văn Chừng đã là văn công bộ đội Tây Nguyên và tập kết ra Bắc, rồi về công tác tại Đoàn văn công Quân khu 3. Năm 1962, sau khi tốt nghiệp Nhạc viện Hà Nội, ông cùng 10 chiến sĩ văn nghệ trong đoàn công tác đặc biệt vào Khu V, được Bác Hồ và Thủ tướng Phạm Văn Đồng đích thân gặp và tiễn về Nam. Thời điểm đó ông đã có những tác phẩm thành công, trong đó có ca khúc Vui mùa chiến thắng (Văn Chừng - Lam Lương). Năm 1965, ca khúc này được trao Giải thưởng văn học nghệ thuật Nguyễn Đình Chiểu.
Văn Chừng còn là một chiến sĩ của Trung đoàn 812 từng gắn bó với chiến trường cực Nam Trung bộ trong chiến tranh giải phóng. Trong quá trình hoạt động nghệ thuật, ông đã góp phần phát hiện, khuyến khích, chăm lo bồi dưỡng cho rất nhiều hội viên nhạc sĩ trẻ của các địa phương, đặc biệt là lực lượng sáng tác âm nhạc trẻ khu vực miền Trung và Tây Nguyên.
Sau năm 1975, Văn Chừng sống ở Nha Trang. Ông đi nhiều, sáng tác nhanh và luôn có những tác phẩm phổ cập đến tận cùng đời sống của đồng bào chiến sĩ các địa phương. Trong đó có những ca khúc nổi tiếng như: Bác Hồ trong lòng dân Tây Nguyên, Đêm xoang Tây Nguyên, Bài ca Phú Yên, Nha Trang thành phố anh hùng...
Trong gia tài âm nhạc, Văn Chừng đã để lại cho đời gần 700 ca khúc, trong đó phải kể đến cả gần 100 ca khúc được in thành sách, phổ cập trên báo cũng như được giới thiệu trên làn sóng Đài Tiếng nói Việt Nam, Đài Truyền hình Việt Nam và địa phương, và cũng đã có nhiều giải thưởng cao quý.
Ông đã được tặng Huân chương Chiến sĩ vẻ vang, Huân chương Kháng chiến chống Mỹ cứu nước hạng Nhất, Giải thưởng Văn học Nghệ thuật Nguyễn Đình Chiểu (1960-1965), Giải Ba Hội Nhạc sĩ Việt Nam (1994, 1996).
Năm 2017, ông được truy tặng Giải thưởng Nhà nước về Văn học Nghệ thuật với các tác phẩm: Vui mùa chiến thắng, Bác Hồ trong lòng dân Tây Nguyên, Hạt cát ấy - bông hoa ấy, Đêm xoang Tây Nguyên, Trường Sa - ơi Trường sa.

## Tác phẩm chính
- Vui mùa chiến thắng
- Bác Hồ trong lòng dân Tây Nguyên
- Hạt cát ấy - bông hoa ấy
- Đêm xoang Tây Nguyên
- Trường Sa - ơi Trường sa
- Bài ca Phú Yên
- Nha Trang thành phố anh hùng
- Khúc hát em bay xa
- Voi đã về buôn
- Xuân Tây Nguyên...

## Vinh danh
- Giải thưởng Nhà nước về Văn học Nghệ thuật (2017)